# 上田憲定
上田 憲定（うえだ のりさだ）は、戦国時代から安土桃山時代にかけての武将。後北条氏の家臣。武蔵国松山城主。
天正11年（1583年）、兄・上田長則が没し、家督を継ぐ。城下町を整備するなど領国経営に力を注いだ。天正18年（1590年）の豊臣秀吉による小田原征伐では居城の松山城は家臣に任せて自身は北条氏の本城である小田原城に籠城した。山田直安以下約2千300名が松山城に籠城したが、豊臣方の中山道担当軍である前田利家・上杉景勝・真田昌幸・直江兼続らの軍を主力とする大軍に包囲されて落城した。さらに小田原城も長期の籠城の末に開城し、北条氏と共に上田氏もまた没落した。
その後の憲定の消息は不明であるが、同氏の系図には慶長2年（1597年）に没したと記されている。父朝直が一時逼塞していた浄蓮寺に戻ったとする説もある。
上田氏の菩提寺である東秩父村の浄蓮寺に、天正14年（1586年）下野皆川城攻めに出陣した憲定が太平山神社から持ち帰り、浄蓮寺に奉納したとされる鰐口がある。また同寺には憲定夫人の墓とされる「文禄四年乙未正月二十九日」の日付の残る板石塔婆がある。
また、ときがわ町の東光寺は開基を上田朝直、開山を憲定としている。同寺には兄の長則が天正9年（1581年）に、憲定が天正15年（1587年）に発した「寺中掟」の書状が残る。